# Gouhantsahé
Gouhantsahé ist ein Vorberg an der Südwestspitze der Insel Anjouan im Inselstaat Komoren.

## Geographie
Der kleine Berg liegt auf dem südlichen Ausläufer der Insel, aber sehr prominent an der Küste bei Antsahé und Bandamaji.